# 찹쌀가루

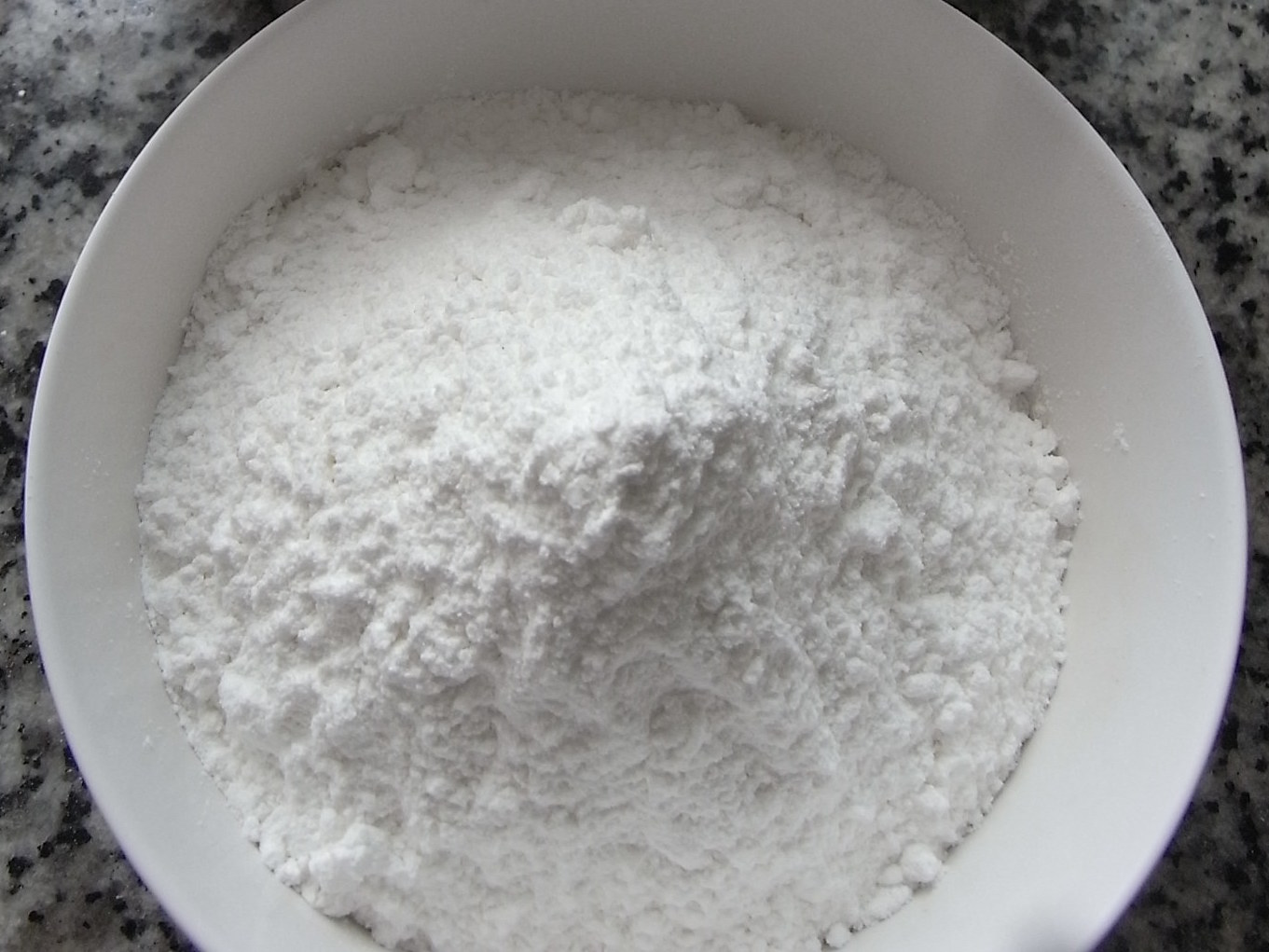
찹쌀가루

찹쌀가루는 찹쌀을 곱게 부수거나 간 것이다. 멥쌀가루보다 찰기가 있다.

## 쓰임새
떡이나 한과를 만들 때도 쓰이며, 전을 부치기 전에 옷으로 입히는 데도 쓰인다. 죽을 쑬 때도 쓰이며, 술을 빚거나 고추장을 담글 때도 쓴다.

## 사진 갤러리

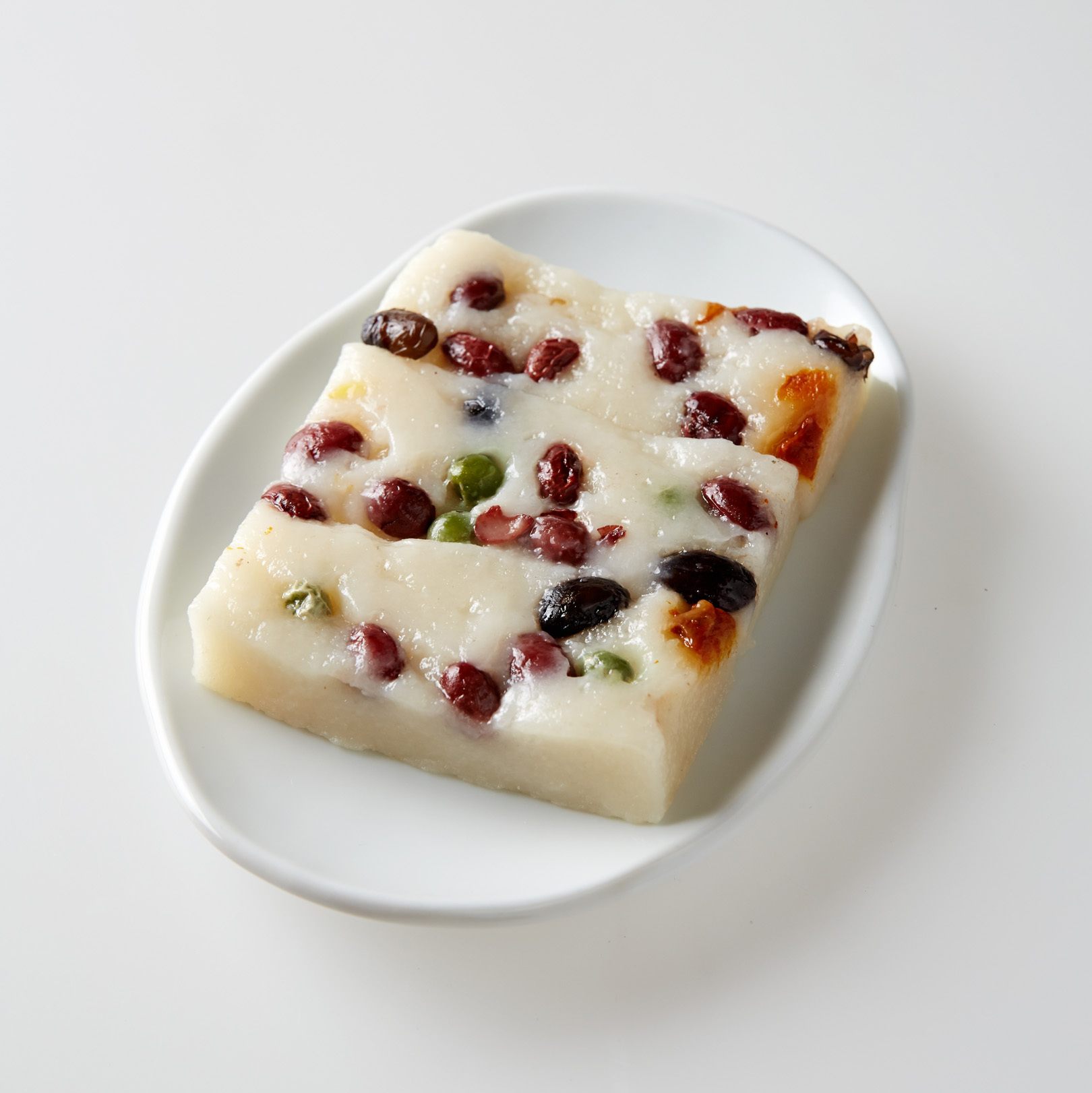
찰떡

## 같이 보기
- 쌀가루